# Super Seria 2009: Venice Beach
Super Seria 2009: Venice Beach Grand Prix – indywidualne, drugie w 2009 r. zawody siłaczy z cyklu Super
Serii.
Data: 14 listopada 2009

Miejsce: Venice Beach, Venice  Stany Zjednoczone
WYNIKI ZAWODÓW:
| Miejsce | Zawodnik               | Kraj              | Punkty |
| ------- | ---------------------- | ----------------- | ------ |
| 1.      | Brian Shaw             | Stany Zjednoczone | 32     |
| 2.      | Stojan Todorczew       | Bułgaria          | 27,5   |
| 3.      | Jason Bergmann         | Stany Zjednoczone | 22,5   |
| 4.      | Nick Best              | Stany Zjednoczone | 20,5   |
| 5.      | Krzysztof Radzikowski  | Polska            | 18,75  |
| 6.      | Dave Ostlund           | Stany Zjednoczone | 17,25  |
| 7.      | Terry Hollands         | Anglia            | 17,25  |
| 8.      | Johannes Årsjö         | Szwecja           | 12,25  |
| 9.      | Stefán Sölvi Pétursson | Islandia          | 10     |
| 10.     | Jarosław Dymek         | Polska            | 8,5    |
| 11.     | Marshall White         | Stany Zjednoczone | 8,25   |
| 12.     | Jimmy Marku            | Anglia            | 2,25   |